# Salt River (Arizona)
Il Salt River (letteralmente: "Fiume Salato"; in O'odham [Pima]: Onk Akimel) è un affluente del Gila River, lungo approssimativamente 322 km, che scorre nell'Arizona centrale, negli Stati Uniti.

## Descrizione

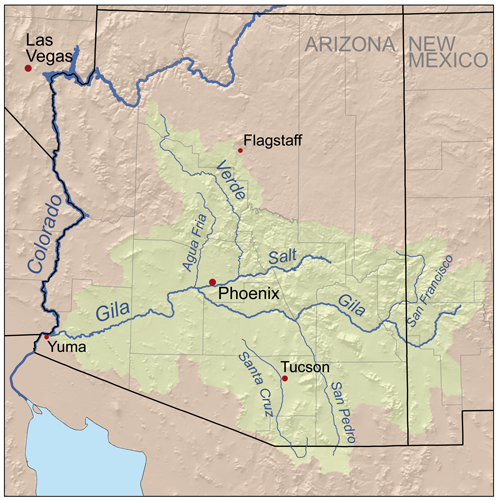
Cartina del bacino del Gila River che include il Salt River

Il fiume si forma nell'Arizona orientale, nella parte orientale della Contea di Gila, dalla confluenza dei fiumi White e Black, nella valle tra il Bordo dei Mogolloni e l'Altopiano dei Natanes. Con il Black, forma il confine tra la Riserva indiana di Fort Apache a nord e la Riserva indiana apache di San Carlos Apache a sud. Scorre a nordovest attraverso il Salt River Canyon, poi a sudovest e ad ovest attraverso la Foresta nazionale del Tonto. Passa attraverso la valle tra i Monti Mazatzal ed i Monti Superstizione, oltre l'isola di Man, e alimenta parecchi serbatoi consecutivi: Roosevelt Lake (formato dalla Diga Roosevelt), Apache Lake (Diga di Horse Mesa), Canyon Lake (Diga di Mormon Flat), e Saguaro Lake (Diga di Stewart Mountain). Vicino a Fountain Hills il Salt River si unisce al Verde River. A circa otto chilometri a valle di questo punto, la Diga di deviazione di Granite Reef devia tutta l'acqua rimanente nei canali dell'Arizona e del Sud, che forniscono acqua potabile e per irrigazione a gran parte dell'area metropolitana di Phoenix.

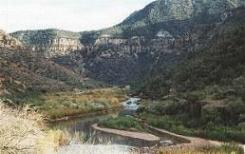
Il Salt River attraverso il Salt River Canyon

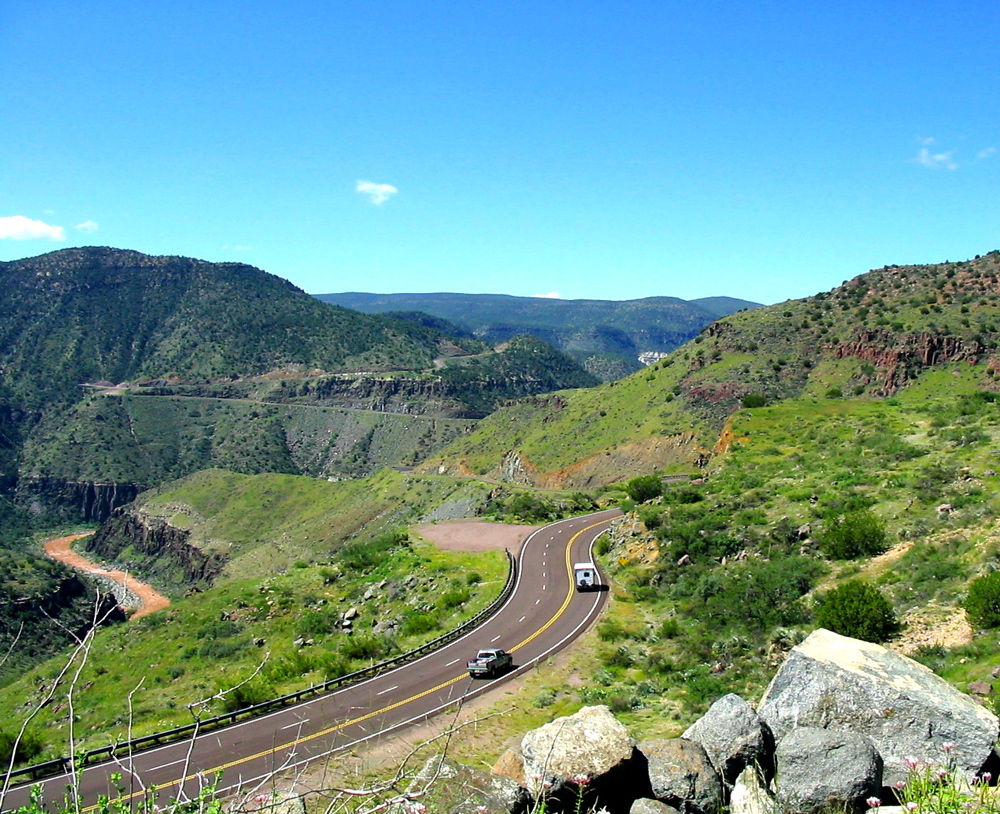
Il Salt River a fianco della State Route 77

Sotto la Diga di Granite Reef, il letto del fiume lascia le montagne scorre oltre le città di Mesa, Tempe e Scottsdale, poi a sud del centro di Phoenix, dove passa a nord del South Mountain Park. Ad eccezione del Tempe Town Lake, il letto del fiume che si snoda attraverso le città è spesso asciutto, tranne quando pesanti piogge a monte impongono scarichi più grandi del normale dalla diga di Stewart Mountain. Tuttavia, pericolose ed improvvise inondazioni avvengono occasionalmente nell'arroyo, specialmente durante le tempeste monsoniche alla fine di luglio e all'inizio di agosto. L'acqua travolge via le strade che attraversano il fiume in periodi più asciutti dell'anno, danneggiando a volte dei ponti, come accaduto in particolare nel 1980, 1993 e 2005. Il flusso naturale del Salt è di 73 metri cubi al secondo (mcs) alla sua foce, quasi tre volte quella del fiume Rio Grande. Tuttavia, tranne dopo precipitazioni piovose, sotto la Diga di Granite Reef il Salt è asciutto o ridotto ad un piccolo corso d'acqua. Il fiume un tempo era navigabile per tutto il suo corso con piccole imbarcazioni. Attualmente, è ancora navigabile nella maggior parte dell'area dove porta ancora un flusso significativo.
Il Salt River si unisce al Gila sul margine sudoccidentale di Phoenix approssimativamente a 24 km dal centro della città. La Monument Hill domina questa confluenza di fiumi ed è il sito del punto iniziale di rilevamento topografico per l'Arizona, il Meridiano del Gila e del Salt River.
Il fiume era usato per l'irrigazione dai Nativi americani e dai primi coloni europei nel XIX secolo: le prime moderne opere idrauliche per l'irrigazione risalgono al 1867, ad opera della Swilling Irrigating and Canal Company, creata da Jack Swilling, pioniere e fondatore di Phoenix. Ancora oggi il Salt River fornisce una fondamentale fonte di acqua per l'irrigazione e l'alimentazione di Phoenix e delle comunità circostanti attraverso il cosiddetto Salt River Project. L'acqua del fiume è distribuita su più di 1.609 km di canali irrigui, usati primariamente per la coltivazione di cotone, erba medica, frutta e ortaggi.

## Attività ricreative sul Salt River
ll Salt River offre numerose attività ricreative:
1. navigazione da diporto, con due percorsi, da Cherry Creek a Roosevelt Lake e sotto Saguaro Lake, con diversi gradi di difficoltà, gestiti dalla Foresta nazionale del Tonto;
2. pesca sportiva, con circa 24 chilometri pescabili da Cherry Creek a Roosevelt Lake e circa 18 chilometri sotto Saguaro Lake: entrambi i percorsi ospitano diverse specie ittiche.

## Varianti dei nomi
Secondo il Geographic Names Information System, il Salt River è noto anche come:
- Assumption
- Assuption
- Black River
- Blau Fluss
- Blue River
- Rio Asuncion
- Rio Azulrio de Lasrio
- Rio de la Asuncion
- Rio de las Balsas
- River of the Rafts
- Salada
- Salinas
- Rio Salado